# Can Erdem
Can Erdem (* 8. Juni 1987 in Istanbul) ist ein türkischer Fußballspieler. 

## Karriere

### Verein
Can Erdem spielte in seiner Jugend für Alanya Belediyespor und wechselte einige Jahre danach in die Jugend von Beşiktaş Istanbul. Während der Saison 2006/07 unterschrieb er bei der 1. Mannschaft seinen ersten Vertrag. Sein Ligadebüt gab er am 4. Februar 2007 gegen Gaziantepspor. Nach dieser Partie kam er noch zweimal für Beşiktaş zum Einsatz.
In der folgenden Spielzeit 2007/08 wurde Erdem an den Zweitligisten Kocaelispor verliehen und absolvierte als Stammspieler 25 Spiele und erzielte fünf Tore. Es folgten die Stationen Altay Izmir und Siirtspor, wo er bei beiden Klubs ebenfalls auf Leihbasis spielte. Zur Saison 2010/11 verließ der Stürmer Istanbul endgültig und unterschrieb beim Zweitligisten Denizlispor. Während der Rückrunde der Saison 2011/12 spielte er für Turgutluspor.
Zur Rückrunde der Spielzeit 2012/13 wechselte er zum Erstligisten Mersin İdman Yurdu. Zum Sommer 2013 wechselte er zum Zweitligisten Ankaraspor. Diesen Klub verließ er zur nächsten Winterpause und wechselte stattdessen zum Zweitligisten Karşıyaka SK. Bereits zum Saisonende verließ er diesen Klub und heuerte beim Istanbuler Drittligisten Sarıyer SK an. Nach einer halben Saison kehrte er zu Karşıyaka zurück.

### Nationalmannschaft
Erdem spielte 2007 einmal für die Türkische U-21-Nationalmannschaft.

## Erfolge
Kocaelispor
- 2. Liga-Meister der Saison 2007/08